# Juan Núñez de Prado
Juan Núñez de Prado (Badajoz, c. 1515-Badajoz, c. 1557) fue un militar y conquistador español, primer gobernante colonial del Tucumán entre 1549 y 1553. Fundó la ciudad de El Barco en 1550, a la que trasladó en dos oportunidades.

## Biografía

### Origen familiar y primeros años
Juan Núñez de Prado nació hacia 1515 en Badajoz, de la entonces Extremadura leonesa del reino homónimo que formaba parte de la entonces Corona de Castilla. Era hijo de Bernardino de Prado y de Francisca de Guevara.

### Llegada al Perú y guerras civiles
Pasó al Perú en los primeros años de la década de 1540, y se radicó en La Plata. Partidario de los Pizarro, participó en las guerras civiles tomando partida en el bando de estos. Fue maestre de campo del capitán Juan de Acosta y participó en la sangrienta batalla de Huarina en 1547.
Antes de 1548, fue nombrado alcalde de las minas de Potosí, que era un importante cargo que el virrey del Perú solo otorgaba a personas principales y de mucha responsabilidad moral ya que tendría a su cargo aquel famoso cerro, los cuantiosos bienes de la Corona Española, vigilaba la seguridad, cobraba los impuestos, juzgaba los pleitos locales y sus fallos eran apelables únicamente por la Real Audiencia de Lima. Tenía un sueldo de 1500 pesos. Su eficiente actuación en ese cargo le hizo ganar un buen prestigio.
En la mencionada batalla de Huarina, ganó prestigio militar en el ejército y ante sus jefes, tanto que en 1548, antes de la batalla de Jaquijaguana, fue asignado a la vanguardia, en el sector más peligroso, que tenía la responsabilidad de controlar e impedir a los soldados del rey el paso del río Apurímac.
Poco antes de esa batalla y mientras desempeñaba su cargo, abandonó las huestes de Gonzalo Pizarro y se pasó al bando leal al rey con gran parte de sus tropas. En esa oportunidad, le reveló al gobernante interino peruano Pedro de la Gasca las estrategias militares que emplearía Gonzalo Pizarro en aquella batalla. La información proporcionada por Núñez acerca de los movimientos del otro lado del río y más teniendo en cuenta de quién venía, hizo que La Gasca y Valdivia modificaran a tiempo y adecuadamente su estrategia militar, lo que se tradujo en un éxito militar.

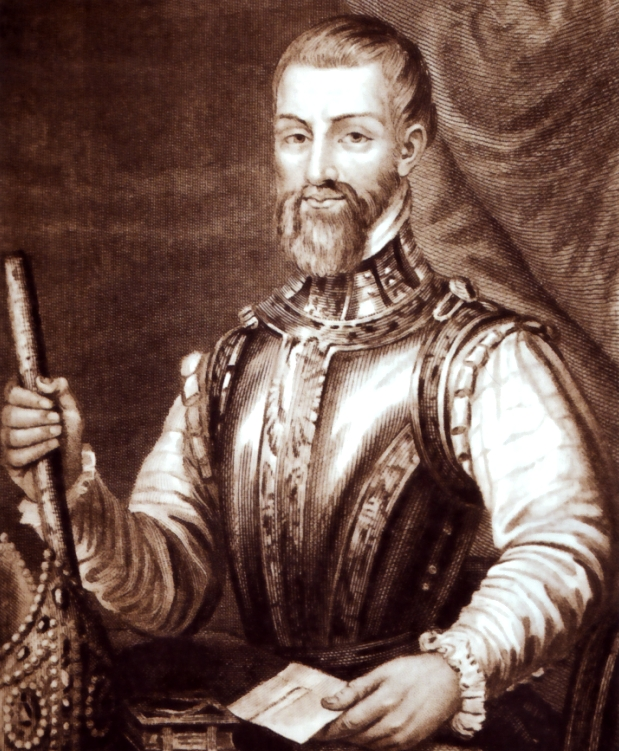
Pedro de la Gasca.

Terminada la contienda pizarrista, el capitán Núñez de Prado se avecindó nuevamente en el Alto Perú, en la ciudad de Charcas o La Plata. Como el triunfo de las fuerzas reales fue completo en la batalla de Jaquijaguana, en premio a sus valiosos servicios, La Gasca le concedió el derecho a conquistar la provincia que estaba al otro lado de las Sierras Nevadas y que los habitantes de ella denominaban el Tucma o Tucumán (territorio de la actual Argentina).
En 1549, Núñez de Prado recibió de La Gasca, el grado de Capitán General y Justicia Mayor de la Provincia del Tucumán, Juríes y Diaguitas, junto con el encargo de poblar allí una ciudad.
Una vez que había sido nombrado y tras haber recibido instrucciones de La Gasca para tal misión, Núñez de Prado se dedicó a organizar su expedición. Para ello debió efectuar importantes aportes económicos para pagar todos los gastos, armas, caballos, víveres, por un total de 50 000 pesos oro, cometido para lo cual contó con el apoyo de amigos de La Plata.
Tras reunir unos 70 voluntarios (otros autores afirman 84), designó como su maestre de campo a Juan de Santa Cruz y como capellán al dominico fray Alonso Trueno. Para jefe del servicio religioso de la población a fundar designó a fray Gaspar de Carvajal, que más tarde fuera provincial de Santo Domingo, en Lima. De esos 70 españoles, 28 habían estado en la entrada de Diego de Rojas de modo que conocían el camino.
De La Plata fueron a Potosí, donde se le sumaron algunos otros hombres. En abril de 1550, apenas cesaron las lluvias torrenciales de verano, partieron hacia el sur. Núñez de Prado dispuso que el capitán Miguel de Ardiles, experimentado conquistador que acompañara en su entrada anterior a Diego de Rojas, partiera primero con destino hacia Humahuaca, por el camino del inca, al mando de 30 hombres y de unos indígenas amigos. En una segunda tanda iría él y quedaría para una tercera tanda Juan de Santa Cruz, que saldría una vez que pudiera completar la cantidad de hombres necesarios. Se seguiría la misma ruta que siguieron Diego de Almagro y Rojas.

### A la conquista del Tucumán: fundación de El Barco
Al ingresar en el actual territorio jujeño, Núñez de Prado tuvo que combatir a los indígenas omaguacas, después pasó a los Valles Calchaquíes donde fueron recibidos pacífica y amablemente por los naturales del lugar. Luego siguieron y con numerosas dificultades penetraron en las sierras de Tucumán.
El 29 de junio de 1550 llegó al río Escaba —situado en las inmediaciones en donde quince años después se fundaría la ciudad de San Miguel de Tucumán en su primer emplazamiento— y tras analizar el sitio, resolvió fundar allí una ciudad que denominó El Barco —en la actual ubicación de la ciudad de Monteros— en honor de La Gasca que había nacido en El Barco de Ávila (España). Aquella ciudad que se había fundado, representaba el primer asiento español en territorio tucumano.
Como lo mandaban las leyes de entonces, repartió los solares entre sus soldados, nombró autoridades del Cabildo y ordenó la construcción de un fortín para proteger el asentamiento de las arremetidas de los calchaquíes que atacaban frecuentemente en defensa de su territorio.
En 1551, el gobernador Núñez de Prado envió a sus capitanes Miguel de Ardiles, Pedro de Villarreal, Juan Gregorio Bazán y Luis Torres a conquistar el territorio asignado, teniendo otros enfrentamientos con los naturales, quienes obviamente se resistían a la presencia de estos extraños.
Al parecer, el emplazamiento de esa ciudad de El Barco I no fue el ideal, ya que no ofrecía garantías de salubridad ni de seguridad; tanto fue así que al poco tiempo se optó por trasladarlo hacia otro lugar. Una vez instalados, Núñez junto a Martín de Rentería y Buenaventura Costilla efectuaron exploraciones por la zona. En esta oportunidad fueron bien recibidos por los aborígenes y les pidieron que colocaran cruces de madera en la entrada de su toldería. Esto significaba que si venían otros españoles, sabrían que eran amigos y no los molestarían. Regresaron el 25 de octubre a El Barco.

### Conflicto con Villagra

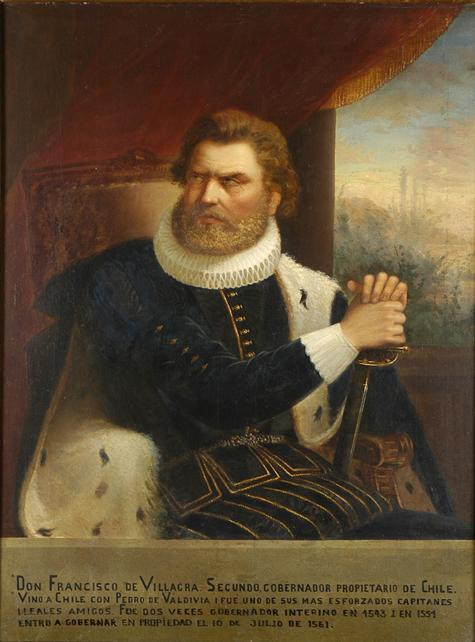
Francisco de Villagra.

Días más tarde salió nuevamente Núñez de Prado rumbo a la zona de Tuama (o Tohamagasta), donde tomó conocimiento que un grupo de soldados españoles andaban por su jurisdicción matando y saqueando en los pueblos originarios que él previamente había contactado. Eran Francisco de Villagra y sus hombres.
Molesto por esa situación  en la creencia de que eran unos pocos, la noche del 10 de noviembre Núñez intentó asaltar el real de Villagra, pero se dio con que eran más de cien soldados, por lo que tuvo que huir y regresó a El Barco. Villagra lo persiguió y cuando estaba a unas tres leguas de la ciudad, salieron sus vecinos y autoridades a solicitarle que olvidase lo que había sucedido. Entre los que mediaron estuvieron los sacerdotes Trueno y Carvajal.
Ante esa situación, la mayoría numérica de los soldados de Villagra y su imposición acerca de que El Barco se encontraba en jurisdicción de Chile (dentro de las 100 leguas contadas desde el océano Pacífico), Núñez de Prado se vio obligado a ceder. Debió firmar un acta en la que expresamente reconocía que estaba dentro de la jurisdicción de la Gobernación de Chile y que Pedro de Valdivia era su gobernador. Quedaba entonces Núñez como un simple teniente de gobernador y como dependiente de Chile.
Con este triunfo, Villagra regresó a Chile a informar a Valdivia. Ciertamente que antes de partir tomó trece hombres más de Núñez de Prado, su equipamiento, alimentos, etc. Y en un acto de vandalismo destruyeron las sementeras, cortando las plantas con las espadas.

### Traslados de El Barco
Uno o dos meses después, Núñez de Prado reunió al Cabildo de la ciudad de El Barco I y con su expreso apoyo, renunció al título de teniente de gobernador de Valdivia que Villagra le había impuesto, revalidó el nombramiento de La Gasca, reasumió como capitán general y decidió mudar de sitio a la ciudad, todo con el objeto de salir de la jurisdicción de Chile y acercarse al Perú. Argumentos también eran la falta de alimentos y recursos. Había para entonces en El Barco unos noventa españoles y todos firmaron por unanimidad. Antes del traslado, hizo ejecutar en la horca al alcalde Hernán Cortés de Carvajal, quien se había rebelado porque no aceptaba esa mudanza.
A fines de mayo o junio de 1551, trasladó la ciudad al noroeste, y la radicó en los valles calchaquíes, junto al río Calchaquí, probablemente al lado del actual pueblo de San Carlos (Salta). Se conservaron las mismas autoridades y cabildantes y la misma traza que la anterior.
Sin embargo, los oidores de la Real Audiencia de Lima no estaban de acuerdo con el lugar elegido para El Barco II y en junio de 1552 ordenaron a Núñez de Prado trasladara la ciudad más al sur, hacia la región de los juríes. A esto se sumó que los calchaquíes de la zona eran muy belicosos y que escaseaban los alimentos. Para poder llevar a cabo esta orden de traslado, Núñez de Prado debió ordenar la muerte de dos de sus hombres, Antón de Luna y Alonso de Arco, que se opusieron enérgicamente al traslado y fueron ahorcados en la plaza.
Tras ocho meses de permanecer en la segunda ubicación (El Barco II), bien alejados de los límites jurisdiccionales pretendidos por Valdivia, entre mayo y junio de 1552 marcharon a donde es hoy la provincia de Santiago del Estero y sobre la margen del río Dulce, instalaron la ciudad de El Barco III. Esta mudanza fue dura, debieron trasladar todos los enseres, algunos en caballos y otros sobre sus hombros. La marcha debió haber sido extenuante de no más de dos leguas por día, hasta que llegaron al río Dulce y se instalaron por tercera vez. En este asentamiento también siguieron las mismas autoridades.
Posteriormente Núñez de Prado se dedicó a levantar padrones de pueblos aborígenes, y a comienzos de 1553 se fue a explorar las regiones de Catamarca y La Rioja, en especial muy interesado en las minas de Famatina.

### Conflicto con Aguirre

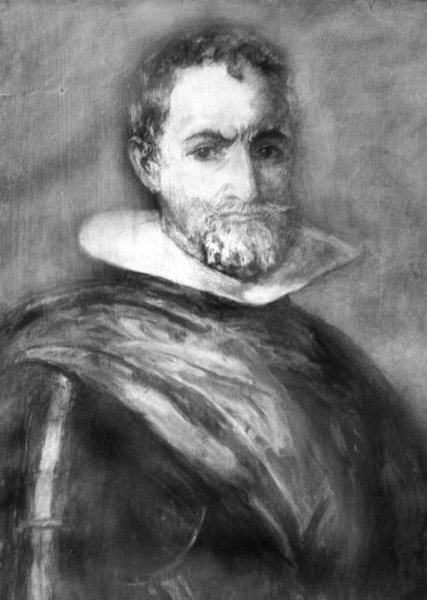
Capitán Francisco de Aguirre.

Como en Chile no se tenían noticias de Núñez de Prado, a quien lo consideraban su teniente de gobernador, Valdivia tomó la decisión de destituirlo y en su lugar designó a un hombre de su entera confianza, el capitán Francisco de Aguirre. Salió de Copiapó en noviembre de 1552, cruzó los Andes y llegó a comienzos de 1553 al lugar donde estaba ubicado El Barco II, que encontró deshabitado. Siguiendo las huellas e informes de los naturales siguió hacia los juríes, y tras un mes de búsqueda finalmente encontró la ciudad.
Aguirre arribó a El Barco III el 20 de mayo de 1553 e ingresó de noche, por sorpresa, y se apoderó de ella sin ninguna dificultad, ya que Núñez de Prado se encontraba en ese momento explorando nuevas tierras en el valle de Famatina. Aguirre procedió a prender a las autoridades y despojó de sus armas a todos los hombres.
Al regresar Núñez de Prado a la ciudad, también fue tomado prisionero y encadenado, enviado a Chile, junto con otros hombres, entre ellos Miguel de Ardiles y Garci Sánchez. Y a los sacerdotes Trueno y Carvajal los deportó hacia Perú, junto con otras veinte personas. Luego de esto, Aguirre procedió a efectuar una nueva elección de autoridades, haciéndose proclamar como el sustituto legal de Núñez de Prado.
El Barco III fue mudada otra vez, a pocas leguas, y rebautizada con el nuevo nombre de «Santiago del Estero del Nuevo Maestrazgo», que es la actual ciudad argentina conocida como Santiago del Estero, la primera ciudad de fundación hispánica en suelo argentino que aún persiste. Muchos de los acompañantes de Juan Núñez de Prado sumados a quienes acompañaban a Francisco de Aguirre fueron los primeros vecinos de Santiago del Estero y constituyeron las cabezas de las familias criollas más antiguas de la actual República Argentina.

### Núñez apela a la Audiencia de Lima
Estando preso en Chile, Núñez de Prado apeló ante el virrey del Perú y por mandato de los oidores de la Audiencia fue enviado a Lima. Sometido a proceso en la capital del Virreinato, interpuso recurso ante la Real Audiencia de esa ciudad en contra de Valdivia y Aguirre. Este tribunal lo juzgó, le dio la razón y lo liberó.  Le aprobó y confirmó todo lo actuado y lo repuso en el cargo de gobernador de la provincia, del que Aguirre lo había destituido, mediante Real Provisión del 13 de febrero de 1555:

Conviene que dicho capitán Juan Núñez de Prado, vuelva a gobernar y administrar como antes lo solía hacer, la ciudad de El Barco que él hizo poblar en dicha provincia del Tucumán y los demás pueblos de españoles e indios, tierra y términos que tenía poblada y conquistada en la provincia del Tucumán, Juríes y Diaguitas, al tiempo que salió de ellas. Y poniendo en efecto, visto por el presidente y oidores de nuestra Audiencia, fue acordado que debíamos dar esta nuestra carta en la dicha razón. Y por ello mandamos al Consejo, Justicia y regimiento de la ciudad de El Barco, que reciban del capitán Juan Núñez de Prado y de sus lugartenientes el juramento que en tal caso se requiere. Y mandamos a todos los Cabildos de todas las ciudades y villas de las provincias de Chile, de estos reinos y provincias del Perú, Tucumán, Juríes y Diaguitas, que no impidan ni estorben a dicho capitán en el ejercicio de su cargo; ni lo molesten ni perturben, so pena de ser tenidos por traidores y demás penas establecidas por las leyes. Y mandamos que el capitán Juan Núñez de Prado administre la ciudad de El Barco y las demás tierras que tenía en la provincia del Tucumán.

### Últimos años y fallecimiento
Sin embargo, Núñez no pudo regresar a su ciudad fundada, ni por sí ni por medio de un representante, lugarteniente o apoderado. En 1555 desapareció de la historia. Los historiadores dan varias versiones acerca de sus últimos años y su fallecimiento:
- Núñez regresó a España y falleció allí: esto se basa en el hecho de que él manifestó que deseaba ir a España «a besar los pies de Su Majestad». También quería dejar sus negocios en orden y para esto emitió algunos documentos en Lima entre los meses de febrero y abril de 1557, de cuyo texto podría surgir que ya no estaba interesado en regresar para hacerse cargo del gobierno del Tucumán y que efectuaría un viaje a España.[5][6][7]
- Núñez fue a Chile y fue muerto por sicarios de Aguirre: esta tesis indica que luego de su triunfo jurídico en Lima, Núñez de Prado se trasladó a Santiago de Chile. Se sostiene que Francisco de Aguirre y/o su gente le impidieron el paso por la Cordillera; sus enemigos lo quitaron del medio.[8] También se afirma que Núñez de Prado fue raptado por los hijos de Aguirre y encerrado en sus mazmorras durante once años en el norte de Chile.[9]
- Otras versiones: otras tesis dicen que Núñez de Prado falleció inesperadamente; o que había empobrecido y carecía de medios para volver a Santiago del Estero.

## Personalidad

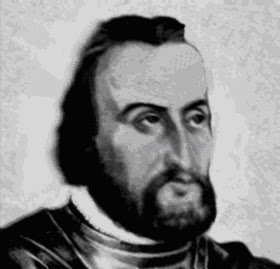
Capitán Juan Núñez de Prado.

Cuando fue enviado a conquistar el Tucumán, La Gasca lo calificó como varón prudente, justo y valeroso. Antes de su designación, el gobernante consultó y fueron varias las personas notables de Charcas que le escribieron sugiriendo su nombre para que confiase y lo designara capitán de la entrada para ir a poblar la región del Tucumán.
Otros autores que fueron más duros con él, dan a entender que era un cobarde y falto de energía y constancia, aborrecido capitán. Roberto Levillier cree que carecía de las condiciones naturales de un caudillo, le decían tosco, fiero y amigo de los chismes.
En cambio Pedro Lozano habla de su moderado proceder, persona de mucha calidad, de valor y prudencia y de cuyo celo debemos siempre alabar. Según los primeros cronistas, Núñez de Prado era una persona de mucha calidad, de valor, de prudencia y muy diligente. Otro dijo que Núñez era un hombre cuerdo, tenido de bondad y con quien holgaría de ir gente.
Christensen sostiene que una de las cosas más inexplicables es el empeño que demuestran algunos escritores en denigrar a Núñez de Prado, dando una interpretación capciosa y torcida a cuanto hacía. Indudablemente aquella no era una época para hombres buenos, rectos, justos y humanitarios, sino para crueles y desalmados que no reconocían más derecho que la fuerza bruta y su propia voluntad.
Lafone Quevedo afirma que los primeros conquistadores no eran ángeles, pero, si hubo entre ellos alguno que pudo considerarse como tal, lo era precisamente este mismo Núñez de Prado. En toda la documentación conocida se destacaba su figura como la de un hombre simpático y humanitario. Hoy nos lo presentan los amigos de Aguirre como un hombre cruel y mal querido.

## Legado

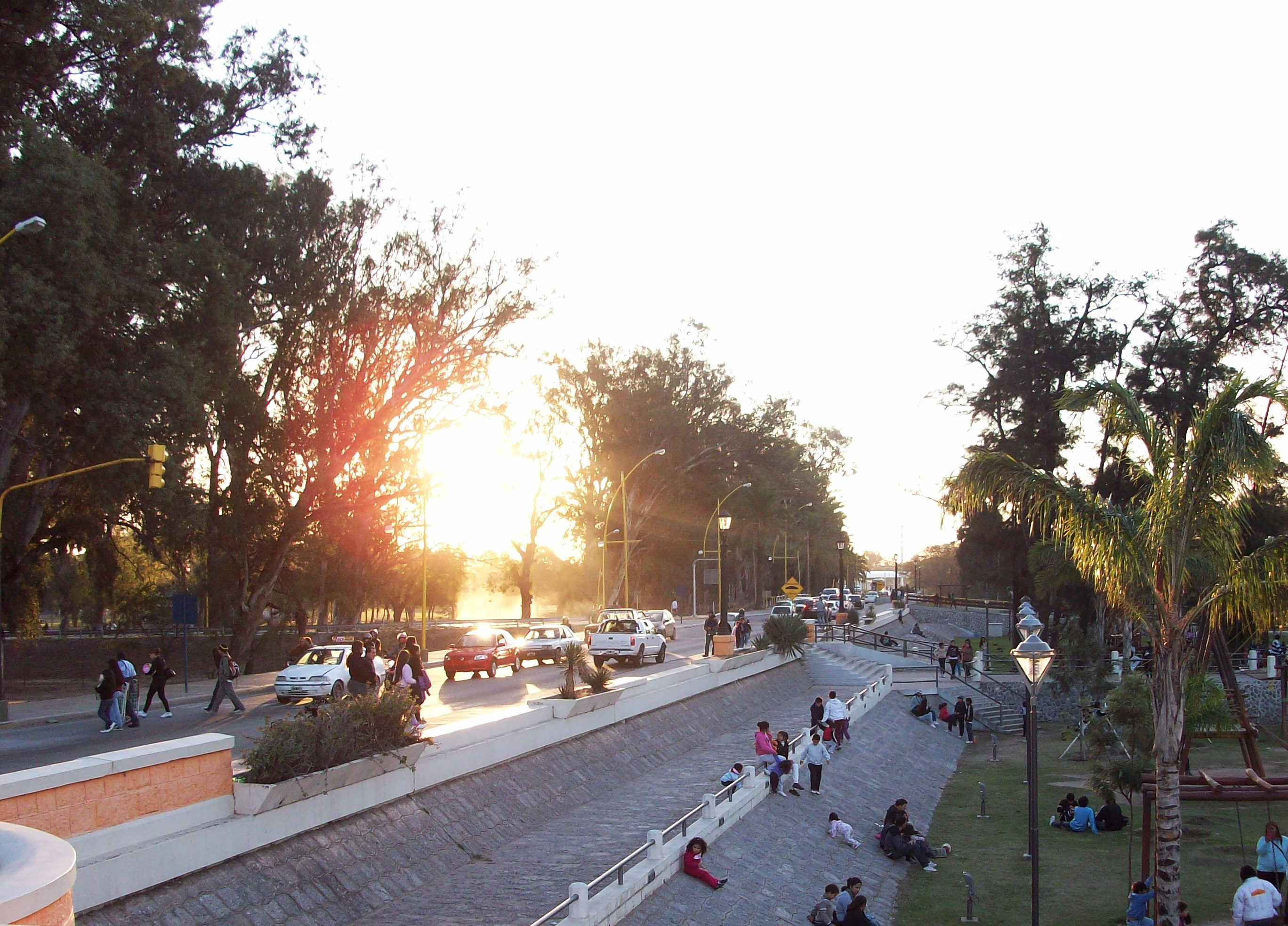
Avenida Núñez de Prado en la ciudad de Santiago del Estero, Argentina.

Se debe reconocer a Juan Núñez de Prado el mérito de haber recorrido infatigablemente las tierras de los diaguitas, los lules y los juríes sujetando a los naturales de esos lugares. Además exploró y descubrió las minas de Famatina. Fue un enemigo de la ociosidad. Todas sus excursiones sirvieron más tarde para orientar la política colonizadora española, llevándose otros conquistadores los méritos y glorias de su conquista.
A mediados del siglo XX, existió un debate sobre quién fue el fundador de la ciudad de Santiago del Estero, disputa que tuvo como protagonistas a Núñez de Prado y Francisco de Aguirre. Esto se basa en el hecho que trasladar una ciudad, como lo hizo Aguirre, es absolutamente distinto que fundarla. La fundación excluye siempre la existencia previa de la ciudad que siempre la traslación presupone. Es por esto que ciertos autores aseguraron que «Núñez de Prado es el fundador de El Barco I en 1550, que jurídica e históricamente es la misma ciudad de Santiago del Estero de la actualidad».
Sustento de esta tesis son las probanzas de los conquistadores, haciendo referencia a que «Núñez de Prado fundó El Barco, que después se llamó Santiago del Estero». También este argumento se sostiene en el hecho de que muchas ciudades hispanas fundadas en la época de la conquista, cambiaron de sitio e incluso de nombre, como el caso de Santiago del Estero. Así por ejemplo, Lima fue antes la ciudad de Los Reyes, la actual Sucre fue primero La Plata, luego Charcas y posteriormente Chuquisaca entre otros casos. Con respecto a los cambios de lugar, Córdoba estuvo primero en la margen derecha del río Suquía y se trasladó luego un cuarto de legua, sobre la margen izquierda; San Miguel de Tucumán se movió hacia el norte, entre otros casos. Todas esas ciudades nombradas conservaron a sus primitivos y respectivos fundadores.
Sin embargo, un dictamen de la Academia Nacional de la Historia del 12 de agosto de 1952 certificó que la ciudad de Santiago del Estero fue fundada el 25 de julio de 1553 por el conquistador español Francisco de Aguirre. Como argumentos de este fallo, los miembros de la academia consideraron que la ciudad de Santiago del Estero fue un nuevo centro de civilización y, llámese traslado o metamorfosis de los anteriores, era independiente de ellos y sometido a una jurisdicción distinta, inicia un nuevo período político, tiene nuevo ejido, nuevos vecinos y nuevas encomiendas.
Finalmente, un decreto del Poder Ejecutivo de la provincia de Santiago del Estero, con fecha 10 de noviembre de 1952 y firmado por el entonces gobernador Francisco J. González, estableció el 25 de julio de 1553 como fecha de fundación de la ciudad de Santiago del Estero, señalando al ilustre conquistador, Francisco de Aguirre, como su fundador. Este decreto se basó en el dictamen de la Academia Nacional de Historia detallado anteriormente.